# Уразово (Учалинський район)
Уразово (рос. Уразово, башк. Ураҙ) — село у складі Учалинського району Башкортостану, Росія. Адміністративний центр Уразовської сільської ради.
Населення — 1051 особа (2010; 1128 в 2002).
Національний склад:
- башкири — 98%